# Джебель-Увейнат
Джебель-Увейнат (араб. جبل العوينات Gabal El ʿUwaināt or Jabal al-ʿUwaināt, з арабської 'Гора джерел') — гірський хребет у районі єгипетсько-лівійсько-суданського трипоїнту. 
На хребті тисячі місць доісторичного наскального мистецтва, через що вважається важливим свідком розвитку раннього скотарства Сахари.

## Географія
Джебель-Увейнат знаходиться приблизно за 40 км S-SE від Джебель-Аркану.

Головне джерело під назвою Айн-Дуа лежить біля підніжжя гори, на лівійській стороні. 
Західне підніжжя (розташоване на 21°52′29″ пн. ш. 24°54′16″ сх. д. / 21.87472° пн. ш. 24.90444° сх. д. за Хассанейном) має висоту 618 м, вкрите велетенськими брилами, що впали внаслідок ерозії. Західний схил є оазою із колодязями, кущами та травою.

Західна частина масиву складена інтрузивним гранітом, розташованого у формі кільця діаметром близько 25км, що закінчується трьома долинами (ваді) прямуючими на захід: Каркур-Хамід, Каркур-Ідріс і Каркур-Ібрагім. Його східна частина складається з пісковика, що закінчується в Каркур-Талх. У Каркур-Мурр є постійна оаза (гельта): Айн-ель-Брінс (Бір-Мур).